# La Iglesuela del Tiétar
La Iglesuela del Tiétar ist ein Ort und eine Gemeinde (Municipio) im Nordosten der Provinz Toledo in Spanien mit 451 Einwohnern (Stand: 2024). Zur Gemeinde gehört das Neubaugebiet Urbanización Flordesa, Valtiétar o Valdelanguilla.

## Lage
La Iglesuela del Tiétar liegt etwa 78 Kilometer westnordwestlich von Toledo in einer Höhe von ca. 535 m. Der Río Tiétar fließt durch die Gemeinde. Im Westen des Gemeindegebiets liegt der Flugplatz Aerodromo de La Iglesuela „El Tiétar“.
In Cervera de los Montes herrscht ein kontinentales Klima mit extremen Temperaturen und starken Amplituden. Die Niederschläge (551 mm/Jahr) sind sehr unregelmäßig und selten, meist im Herbst und Frühling konzentriert.

## Bevölkerungsentwicklung
| Jahr      | 1970 | 1981 | 1991 | 2001 | 2011 | 2021 |
| Einwohner | 654  | 542  | 486  | 427  | 412  | 461  |

## Sehenswertes

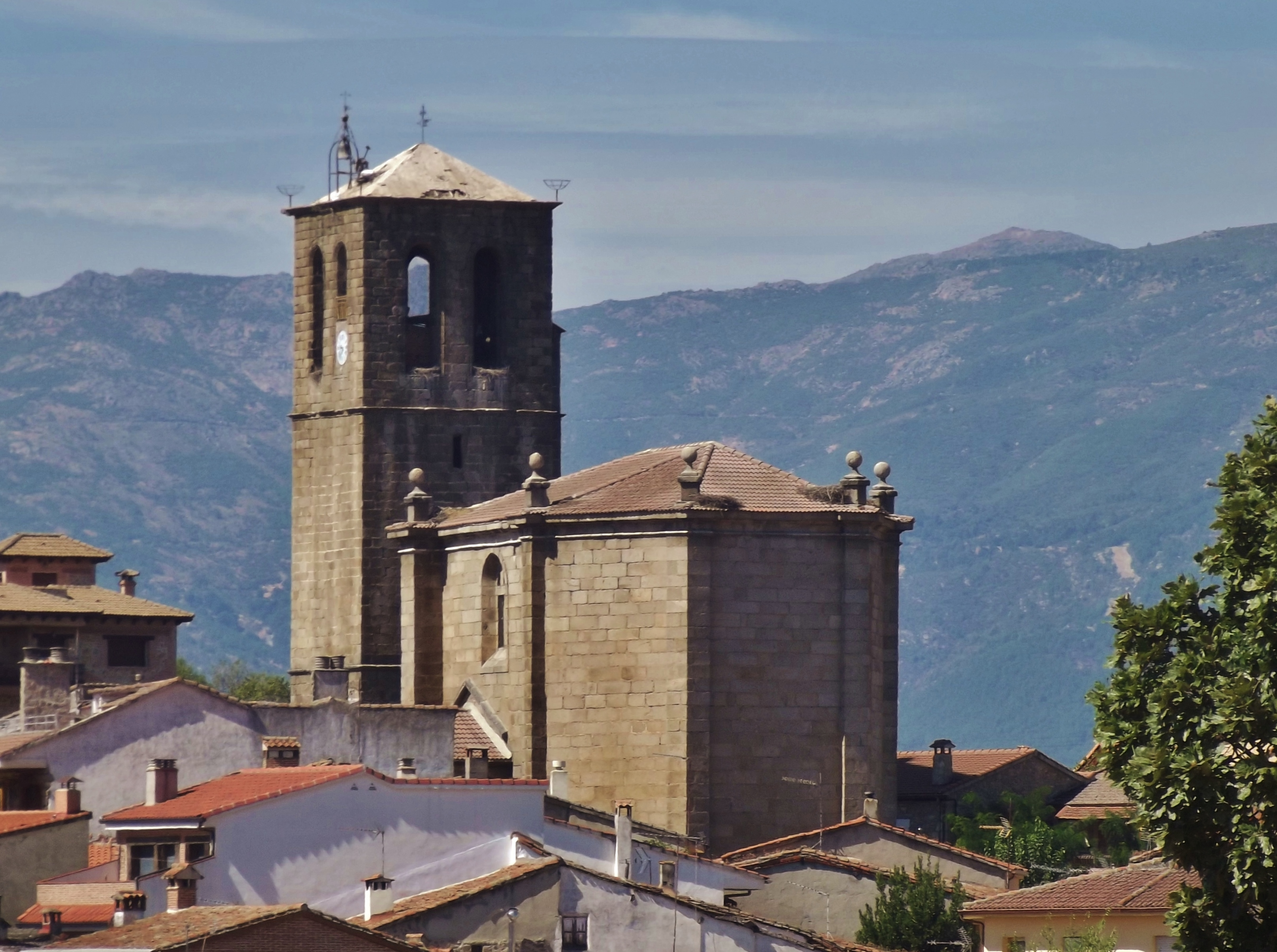
Marienkirche
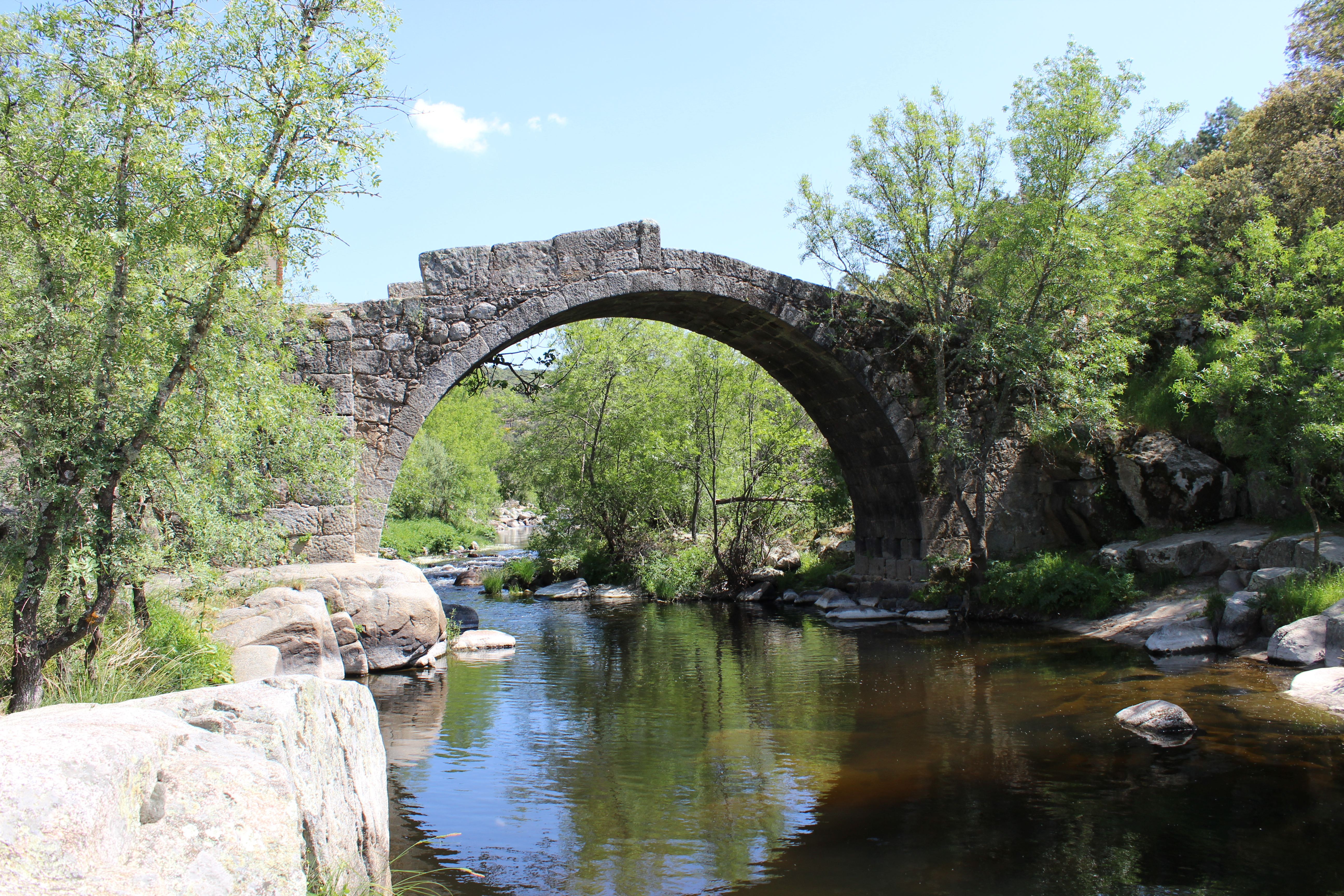
römische Brücke

- Marienkirche
- Römische Brücke